# Direct Stream Digital

DSD和PCM的比較

Direct Stream Digital（DSD）是一項屬於Sony和飛利浦的專利，利用脈衝密度調變（pulse-density modulation）編碼將音頻訊號儲存在數位媒體上的科技，這項技術的應用對象是SACD。
訊號本身以ΔΣ調變後的數位音訊儲存，連續單一個位元的序列以64倍於CD取樣率（44.1 kHz）的頻率來取樣，即2.8224 MHz。藉由64倍過取樣（oversample）來達成noise shaping，把以往由於量化不精確的聲音訊號而造成的噪音和失真，減少至一個位元以內的誤差。可議的是，1-bit Sigma-Delta運算是否真的可能解決失真問題。由於1-bit Sigma-Delta轉換的運作方式，以DSD編碼的聲音在中低頻上有著比PCM更好的解析度、高頻的相位誤差更是降到極低，然而在高頻的動態較PCM差。有些人認為，相較於PCM的失真，DSD的失真更不容易被人類的聽覺系統所察覺；但也有人認為，CD音質比SACD差，並不是PCM與DSD的差距、而是CD使用過低的取樣頻率及數位母帶的頻率與CD不同所造成的（SACD所使用的DSD格式，與於176.4Khz/16bits的PCM格式具有相同的未壓縮大小，略大於96/24的PCM格式；而DVD-Audio支援多種解析度，代表可以採取與數位母帶相同的解析度，避免頻率轉換造成的音質減損）。DSD編碼的另一個缺點是無法進行音樂後製，必需轉換成PCM訊號來處理，容易同時繼承兩者的缺點；但也有人認為，DSD的優勢在於多數DAC是處理DSD數位訊號及類比訊號的互相轉換，如果要輸出或輸入PCM格式，則必須加上DSD及PCM訊號的轉換機制，這個機制需要相當的計算量、在音樂後製者的電腦處理可以算得比DAC的即時轉換來得精確——只要原始錄音及後製時的解析度夠高就可以了。
在DSD或者PCM編碼方式之間的孰優孰劣之間有著許多爭議。滑铁卢大学的教授Stanley Lipschitz和John Vanderkooy主張單位元的轉換器（如DSD所使用的）有高度失真的緣故，並不適合高階的音訊應用。即使只有8-bit和四倍過取樣的PCM和noise shaping，加上適當的dithering，僅有DSD一半資料量，在底噪和頻率響應上也比DSD來得好。但是在2002年，飛利浦發佈了一篇論文反駁這樣的說法。James Angus教授在Audio Engineering Society發表會上具細節地反駁Lipschitz和Vanderkooy的論文。Lipschitz等人對此也做了回應。
但是除了規格上的爭論外，SACD與DVD-Audio都面臨了一個問題，就是數位母帶品質的問題，一些SACD/DVD-Audio的規格看似很高，但卻是採用軟體升頻出來的，這些產品的實際音質不可能超過原始取樣解析度的音質。
實用的DSD轉換器領域是由Ed Meitner開闢的，他是奧地利EMM Labs的工程師和老闆。而商業化的DSD技術則由Sony和飛利浦開發，標準的CD規格也是由他們所開發的。而飛利浦的DSD部門則在2005年轉移至Sonic Studio, LLC，做持續的設計和開發。
DSD技術在視訊方面或許有著相同的潛力。Laserdisc光碟就是使用脈衝寬度調變（pulse-width modulation）編碼的架構，解碼方式和DSD相同；LD光碟的畫質也廣受稱讚。

## 外部連結
- Poking a Round Hole in a Square Wave (DSD vs PCM comparison)（页面存档备份，存于）